# Phyllophila melacheila
Phyllophila melacheila är en fjärilsart som beskrevs av Otto Staudinger 1895. Phyllophila melacheila ingår i släktet Phyllophila och familjen nattflyn. Inga underarter finns listade i Catalogue of Life.